# 44 koty
44 koty (org. 44 Gatti) – włoski serial animowany dla dzieci emitowany po raz pierwszy w latach 2018–2021.
Serial jest emitowany we Włoszech przez Rai Yoyo, a na całym świecie na kanałach Nickelodeon należących do ViacomCBS.
Serial opowiada o przygodach czterech kociąt, które tworzą grupę muzyczną o nazwie Buffycats. Tytuł serialu nawiązuje do piosenki z konkursu Zecchino d'Oro z 1968 roku zatytułowanej „Quarantaquattro gatti”. Liczne piosenki z festiwalu są wykorzystywane w poszczególnych jego odcinkach.

## Oryginalny dubbing
- Federico Campaiola – Lampo
- Gea Riva – Milady
- Joy Saltarelli – Pilou
- Francesco Falco – Polpetta
- Michela Alborghetti – babcia Pina
- Francesco Prando – Winston
- Alessandro Quarta – Boss
- Francesco De Francesco – Blister
- Emiliano Reggente – Scab
- Daniele Raffaeli – Igor
- Diego Suarez – Fancey Dancey
- Alberto Bognanni – Gas
- Leonardo Graziano – Cream
- Oreste Baldini – Ambrogio
- Franco Mannella – Lapalette
- Roberto Stocchi – Archibald